# هاري سلاتر
هاري سلاتر هو سياسي كندي، ولد في 24 مايو 1863 في بورتسموث في المملكة المتحدة، وتوفي في 11 يناير 1936 في لاشوت في كندا. حزبياً، نشط في Conservative Party of Quebec (historical) ‏. وقد انتخب عضو الجمعية الوطنية في كيبك ‏.